# Восточное Дегунино
Восто́чное Дегу́нино — район и соответствующее ему одноимённое внутригородское муниципальное образование в Москве. Район расположен в Северном административном округе.

## История и границы
Территорию района почти полностью составляет западная часть пристанционного посёлка Бескудниково, образованного в 1938 году и восточная часть которого входит в состав Алтуфьевского района. Западная и восточная части бывшего посёлка Бескудниково разделены железнодорожными путями Савёловского направления МЖД.
Восточное Дегунино не имеет никакого отношения к старинному селу Дегунино, входящему в состав района Западное Дегунино.
Границы района и внутригородского муниципального образования Восточное Дегунино проходят по: юго-западной и западной границам полосы отвода Савёловского направления МЖД, далее по осям: проектируемого проезда № 2236 (включая территорию стоянок МГСА) и Дубнинской улице, южным границам домовладений № 13 по Дубнинской улице и № 8 (к. 1) по Бескудниковскому бульвару, далее по осям: Бескудниковского бульвара (исключая домовладения № 10 к. 1, 2, 3, 4 и 5 по Бескудниковскому бульвару), безымянного проезда, по юго-западной границе территории школы № 231, осям: Дегунинского проезда, Дубнинской улицы, пожарного проезда (вдоль южных границ домовладений № 22 к. 1 и 2, 20, 18, 16, 14 по улице 800-летия Москвы), Дмитровского ш. (от дома № 96 к. 1 по Дмитровскому ш.), проектируемого проезда № 5267, восточной границе территории ЛЭМЗ, оси проектируемого проезда № 5265 до железной дороги.

## Население
Среди районов Москвы Восточное Дегунино занимает 4-е место по плотности населения.
| 2002    | 2010    | 2012    | 2013    | 2014     | 2015     | 2016     |
| ------- | ------- | ------- | ------- | -------- | -------- | -------- |
| 97 083  | ↘94 565 | ↗95 618 | ↗96 287 | ↗97 438  | ↗97 915  | ↗98 206  |
| 2017    | 2018    | 2019    | 2020    | 2021     | 2023     | 2024     |
| ↗98 347 | ↗98 864 | ↗98 923 | ↗99 112 | ↗101 275 | ↗101 601 | ↘101 167 |

### Национальный состав
По итогам переписи населения 2020 года проживали следующие национальности (национальности менее 0,1 % и другое, см. в сноске к строке «Другие»):
| Национальность | Численность, чел. | Доля     |
| -------------- | ----------------- | -------- |
| Русские        | 78 774            | 77,78 %  |
| Татары         | 928               | 0,92 %   |
| Армяне         | 741               | 0,73 %   |
| Азербайджанцы  | 516               | 0,51 %   |
| Украинцы       | 446               | 0,44 %   |
| Грузины        | 256               | 0,25 %   |
| Таджики        | 199               | 0,20 %   |
| Узбеки         | 157               | 0,16 %   |
| Белорусы       | 149               | 0,15 %   |
| Евреи          | 116               | 0,11 %   |
| Киргизы        | 105               | 0,10 %   |
| Другие         | 18 888            | 18,65 %  |
| Итого          | 101 275           | 100,00 % |

## Характеристика района
| Общая площадь района                      | 377 га        |
| Общая площадь улично-дорожной сети района | 10,7 км       |
| Площадь зелёных насаждений                | 172 га        |
| Строений жилых                            | 158           |
| Общая площадь жилого фонда (2008)         | 1569,2 тыс.м² |
| Общее население района                    | 101 167       |
| Поликлиники всего                         | 3             |
| Общеобразовательные школы и ЦО            | 9             |
| Колледж                                   | 1             |
| Детские дошкольные учреждения             | 18            |
| Библиотеки                                | 4             |
| Объекты физкультуры и спорта              | 28            |
| Детские спортивные школы                  | 2             |
| Центры социальной помощи семье и детям    | 1             |

## Парки, скверы и прогулочные зоны

### Парк «Северные Дубки»
Парк вдоль северного участка Керамического проезда площадью 8,4 гектаров был открыт в 1977 году. Раньше на этом месте располагались садовые хозяйства жителей села Дегунино, вошедшего в состав Москвы в 1960 году. В 2010 году парковая зона стала частью природного заказника «Дегунинский» и получила статус особо охраняемой природной территории.
В парке произрастают столетние дубы, липы, берёзы и лиственницы. Фауну зелёной зоны составляют трясогузки, скворцы, лазоревки, поползни, зяблики, зеленушки, пёстрые дятлы, рябинники, а также краснокнижный редкий вид — белоспинный дятел.
В 2014 году в парке обновили инфраструктуру. Здесь обустроили две детские площадки, воркаут-площадку, волейбольную площадку и хоккейную коробку. Неподалёку от главного входа в зелёную зону (у дома 71) установлена Часовня преподобного Серафима Саровского. В 2020 году в парке планировалось благоустройство, но из-за пандемии коронавируса его перенесли на 2021 год.

### Сквер на улице 800-летия Москвы
Сквер был обустроен у дома 28 корпус 1 по улице 800-летия Москвы в 2016 году. Его построили на месте, где изначально планировалось возведение многоквартирного дома. Но против строительства многоэтажки выступили местные жители, попросив власти вместо этого обустроить на территории прогулочную аллею. В сквере установили скамейки, высадили новые деревья, цветники и живую изгородь, а также проложили дорожки из брусчатки.

### Прогулочная зона вдоль улицы 800-летия Москвы
Прогулочная зона располагается вдоль домов 14-32 по улице 800-летия Москвы. У дома 32 находятся роллердром и волейбольная площадка. У дома 26 корпус 1 находится стенд с фотографиями ветеранов района. Вдоль домов 14-20 располагается несколько детских площадок, воркауты и площадка для игры в баскетбол. На протяжении всей зелёной зоны у проезжей части установлены декоративные статуи в форме пасхальных яиц в стиле русских народных промыслов.

## Транспорт

### Московская железная дорога
- Платформа Бескудниково Савёловского направления МЦД-1 (в конце улицы)

### Автобусы
- № 114 —  Войковская —  Лианозово
- № 149 — Коровино —  Дегунино
- № 167 —  Лианозово —  Верхние Лихоборы
- № 170 —  Бескудниково —  Верхние Лихоборы
- № 466 —  Бескудниково —  Савёловская
- № 677 —  Лианозово —  Петровско-Разумовская
- № 677к —  Лианозово —  Окружная
- № 499 —  Лианозово — Бусиново

## Общественные здания
Лианозовский молочный комбинат — адрес Дмитровское шоссе дом 108. В 1995—1997 годы перешло под контроль компании «Вимм-Билль-Данн», став фактически головным предприятием этой фирмы. С 2011 года принадлежит американской корпорации PepsiCo, поглотившей «Вимм-Билль-Данн».
Предприятие занимает основную часть территориального молочно-промышленного комплекса на севере Москвы, выделенного на территории около 12 га в квартале, ограниченном Дмитровским шоссе, Дубнинским и Вербилковским проездами. Юго-западная часть комплекса занята Лианозовским заводом детских молочных продуктов, запущенным в 1982 году и функционировавшим как самостоятельное предприятие (в середине 1990-х годов приобретён «Вимм-Билль-Данном»). Северо-западную часть комплекса занимает логистический центр предприятия. Шестиэтажное административное здание расположено на западе фасадом к Дмитровскому шоссе, к нему примыкает офисно-гостиничный комплекс «Лианозовский». В центре квартала расположено несколько крупных цеховых корпусов.
Дубнинская улица:
Чётная сторона
- 12А — МГТС АТС участок. Телефонная станция № 480
- 14А — Стоматология № 12
- 16 корпус 1 — Библиотека № 37. Взрослая и детская
- 30 корпус 1 — Почта № 127591. Аптека
- 30 корпус 2 строение 2 — специализированная баскетбольная школа № 71. Детско-юношеская олимпийского резерва № 71 «Тимирязевская»
- 34А — Школа №222 Корпус № 5
- 36А — Школа №222 Корпус № 2
- 36 корпус 2 — Коммунальная служба ГБУ Жилищник района Восточное Дегунино
- 38 корпус 1 — Культурный центр Искра
- 40 — Поликлиника № 188. Детская и взрослая
- 46 корпус 2 — Школа №1678 Корпус 2

Нечётная сторона
- 21 — Школа № 1383. Мемориал героям ВОВ
- 23 — Школа № 1383 корпус 2
- 33А — Школа № 183 корпус 2
- 37 — корпус 2 строение 1 Коммунальная служба «Жилищник Бескудниковского района»
- 41 — Школа № 183 Корпус 1
- 73 корпус 2 — Аптека. Магазин
- 73 корпус 4 — Коммунальная служба ОДС № 8. Расположена с обратной стороны дома за подъездом 2
- 73Б — Школа №1678 Корпус 3
- 73А — Культурный центр Гармония

## Фотогалерея
- Гастарбайтеры-дворники митингуют перед управой «Восточное Дегунино», выражая недовольство условиями труда. Апрель 2017 года